# Championnat d'Algérie de football 1964-1965
Navigation
Division d'Honneur
1963-1964 Division Nationale
1965-1966
Le championnat d'Algérie de football 1964-1965 est la 3e édition du championnat d'Algérie de football. Après deux saisons régies en ligues régionales, cette édition est la première organisée en une seule poule nationale. Les seize équipes qui composent la poule ont été sélectionnées sur la base des classements régionaux de l'édition précédente.
Le CR Belcourt remporte son premier titre de champion d'Algérie.

## Résumé de la saison

### Contexte historique
Au début du mois de juillet de l'année 1964, la Fédération algérienne de football renouvela son Bureau en reconduisant le Docteur Maouche à la présidence et désignant Mouhoub Guidouche au poste de secrétaire général.
La  décision est alors prise de créer la Division Nationale Une, afin de créer une élite et hiérarchiser le football algérien. Celle-ci devait compter quatorze clubs, dont la liste est officiellement arrêtée. Il s’agit des quatre clubs classés en tête de chacun des championnats des trois Ligues régionales qui viennent de s’achever, soit un total de douze clubs, auxquels viendront s’ajouter deux autres clubs, déterminés après des matches de barrage entre les trois clubs de chaque Ligue qui ont terminé à la cinquième place. C’est ainsi que l’on aura fini par savoir qui termina quatrième et cinquième dans la Ligue de Constantine (car composée de deux groupes).
Les douze  lauréats déjà connus étaient, dans l’ordre et dans chaque Ligue :

Pour Alger : le NA Hussein Dey, le CR Belcourt, l'USM Alger et l'USM Blida.

Pour Oran : l'ASM Oran, le MC Oran, le MC Saïda et l'ES Mostaganem.

Pour Constantine : l'USM Annaba, le MSP Batna, l'ES Guelma et l'ES Sétif.

Pour savoir qui avait fini à la cinquième place dans la Ligue de Constantine, il y eut d’abord un match de barrage entre l' USM Sétif et l'USM Khenchela remporté trois buts à deux après prolongations par l’équipe sétifienne qui gagna ainsi le droit de jouer les matches de barrage d’accession en Nationale Une face au MC Alger cinquième de la Ligue d'Alger et à la JSM Tiaret cinquième de la Ligue d'Oran.
Le règlement prévoyait que chaque match se disputait sur terrain neutre et qu’en cas d’égalité, la victoire serait déterminée par l’âge-average.

## Classement final
Le classement est établi sur le barème de points suivant : une victoire vaut 3 points, un match nul 2 points et une défaite 1 point.
| Rang | Équipe           | Pts | J  | G  | N  | P  | Bp | Bc | Diff |
| ---- | ---------------- | --- | -- | -- | -- | -- | -- | -- | ---- |
| 1    | CR Belcourt      | 72  | 30 | 19 | 4  | 7  | 68 | 25 | +43  |
| 2    | MSP Batna        | 69  | 30 | 16 | 7  | 7  | 40 | 19 | +21  |
| 3    | ES Guelma        | 65  | 30 | 13 | 9  | 8  | 43 | 43 | 0    |
| 4    | NA Hussein Dey   | 64  | 30 | 13 | 8  | 9  | 38 | 33 | +5   |
| 5    | ES Sétif         | 62  | 30 | 12 | 8  | 10 | 30 | 27 | +3   |
| 6    | MC Oran          | 61  | 30 | 12 | 7  | 11 | 40 | 43 | -3   |
| 7    | MC Saïda C       | 59  | 30 | 8  | 13 | 9  | 40 | 46 | -6   |
| 8    | ES Mostaganem    | 59  | 30 | 11 | 7  | 12 | 35 | 42 | -7   |
| 9    | USM Sétif        | 58  | 30 | 9  | 10 | 11 | 29 | 32 | -3   |
| 10   | USM Blida -1 pts | 57  | 30 | 8  | 12 | 10 | 35 | 40 | -5   |
| 11   | ASM Oran         | 57  | 30 | 9  | 9  | 12 | 29 | 39 | -10  |
| 12   | USM Annaba T     | 56  | 30 | 11 | 4  | 15 | 44 | 44 | 0    |
| 13   | MO Constantine   | 56  | 30 | 9  | 8  | 13 | 34 | 51 | -17  |
| 14   | USM Alger        | 54  | 30 | 8  | 8  | 14 | 39 | 46 | -7   |
| 15   | MC Alger         | 54  | 30 | 8  | 8  | 14 | 35 | 44 | -9   |
| 16   | JSM Tiaret       | 54  | 30 | 7  | 10 | 13 | 30 | 39 | -9   |

Résultat
- Champion d'Algérie

Relégation
- Relégation en Division d'Honneur 1965-1966 (D2)

Abréviations
T : Tenant du titre

P : Pas de promus de la Division Promotion d'Honneur 1963-1964 (D2)

C : Vainqueur de la Coupe d'Algérie 1964-1965

### Calendrier
Calendrier publié la 1re fois le 1er septembre 1964 avec 14 clubs puis publié une 2e fois le 13 septembre 1964 avec 16 clubs en intégrant les clubs de la JSM Tiaret et le MO Constantine.

### Résultats
| Résultats (▼dom., ►ext.)                                   | ASMO | CRB | ESG | ESM | ESS | JSMT | MCA  | MCO  | MCS | MOC  | MSPB | NAHD | USMA | USMAn | USMB | USMS |
| ASM Oran                                                   |      | 0-1 | 1-1 | 1-0 | 1-1 | 2-2  | 2-1  | 0-1  | 1-0 | 1-1  | 2-0  | 3-2  | 2-2  | 2-1   | 0-0  | 3-1  |
| CR Belcourt                                                | 3-0  |     | 3-1 | 3-0 | 2-0 | 4-1  | 1-2  | 3-0* | 3-0 | 8-1  | 0-1  | 2-0  | 1-1  | 2-0   | 1-0  | 3-0  |
| ES Guelma                                                  | 1-0  | 0-3 |     | 1-0 | 3-1 | 2-3  | 3-0* | 3-2  | 2-2 | 3-2  | 0-0  | 2-2  | 1-0  | 1-0   | 1-0  | 1-1  |
| ES Mostaganem                                              | 1-0  | 1-4 | 3-1 |     | 2-1 | 1-0  | 0-0  | 1-4  | 3-3 | 3-1  | 0-0  | 1-1  | 2-0  | 2-1   | 2-1  | 2-0  |
| ES Sétif                                                   | 0-1  | 1-0 | 1-1 | 3-3 |     | 1-0  | 2-0  | 2-0  | 1-1 | 2-0  | 2-0  | 2-1  | 2-0  | 1-2   | 0-1  | 0-0  |
| JSM Tiaret                                                 | 2-1  | 1-1 | 1-1 | 2-0 | 1-2 |      | 3-2  | 0-0  | 1-1 | 3-0  | 1-0  | 0-0  | 3-0  | 1-1   | 0-0  | 0-0  |
| MC Alger                                                   | 2-0  | 0-1 | 0-1 | 2-1 | 1-1 | 3-0  |      | 2-1  | 1-2 | 0-3* | 1-1  | 2-1  | 0-3* | 4-3   | 2-1  | 1-1  |
| MC Oran                                                    | 2-0  | 3-2 | 0-0 | 1-0 | 0-0 | 2-1  | 0-0  |      | 3-0 | 2-1  | 0-3* | 2-0  | 1-1  | 0-3*  | 3-1  | 2-0  |
| MC Saïda                                                   | 2-1  | 2-1 | 2-3 | 1-1 | 1-0 | 2-0  | 1-1  | 2-2  |     | 2-2  | 1-1  | 0-1  | 2-2  | 2-1   | 4-1  | 1-1  |
| MO Constantine                                             | 1-2  | 1-0 | 2-5 | 1-1 | 1-1 | 1-0  | 2-0  | 2-0  | 1-0 |      | 1-3  | 0-3* | 3-1  | 1-0   | 1-2  | 1-1  |
| MSP Batna                                                  | 3-0  | 2-0 | 0-1 | 1-2 | 0-1 | 2-0  | 1-0  | 2-0  | 3-2 | 0-0  |      | 5-0  | 3-0  | 2-1   | 3-0* | 1-1  |
| NA Hussein Dey                                             | 2-2  | 1-2 | 2-0 | 1-0 | 2-1 | 2-0  | 1-1  | 4-0  | 1-2 | 1-0  | 0-0  |      | 2-1  | 2-0   | 0-0  | 1-2  |
| USM Alger                                                  | 1-1  | 2-2 | 2-0 | 3-1 | 0-1 | 3-1  | 0-0  | 0-1  | 4-0 | 4-0  | 0-2  | 2-2  |      | 4-1   | 0-1  | 2-1  |
| USM Annaba                                                 | 3-0  | 0-8 | 5-1 | 0-1 | 1-0 | 1-0  | 2-3  | 3-1  | 0-0 | 2-2  | 1-2  | 0-1  | 4-0  |       | 4-1  | 2-0  |
| USM Blida                                                  | 0-0  | 2-2 | 2-2 | 4-1 | 2-0 | 2-2  | 3-2  | 3-3  | 1-1 | 1-1  | 1-0  | 0-1  | 4-0  | 0-2   |      | 1-1  |
| USM Sétif                                                  | 2-0  | 1-2 | 2-1 | 1-0 | 0-1 | 2-1  | 1-0  | 3-0  | 3-1 | 0-1  | 0-1  | 0-3  | 3-0  | 0-0   | 1-1  |      |
| - Victoire à domicile - Match nul - Victoire à l'extérieur |      |     |     |     |     |      |      |      |     |      |      |      |      |       |      |      |

### Buts marqués par journée
Ce graphique représente le nombre de buts marqués lors de chaque journée. Le total est de 600 buts, ce qui donne une moyenne de 2,5 buts par match.
La phase aller a vu l'inscription d'un total de 283 buts, soit 18,86 buts par journée.
Pour la phase retour, un total de 317 buts est inscrit, soit une moyenne de 21,4 buts par journée.

## Classement des buteurs
| 1                    | Hocine Saâdi             | NA Hussein Dey       | 25        |           |           |           |           |
| 2                    | Messaoud Koussim         | ES Sétif             | 18        |           |           |           |           |
| 2                    | Hassan Achour            | CR Belcourt          | 18        |           |           |           |           |
| 2                    | Noureddine Hachouf       | ES Guelma            | 18        |           |           |           |           |
| 5                    | Karim Hamida             | MC Oran              | 13        |           |           |           |           |
| 5                    | Hacène Lalmas            | CR Belcourt          | 13        |           |           |           |           |
| 7                    | Zoubir Aouadj            | MC Alger             | 12        |           |           |           |           |
| 8                    | Abderrahmane Meziani     | USM Alger            | 11        |           |           |           |           |
| 9                    | Abdelhakim Hadjou        | USM Annaba           | 10        |           |           |           |           |
| 9                    | Mbarek Chenane           | CR Belcourt          | 10        |           |           |           |           |
| 9                    | Souidi Benaïssa          | JSM Tiaret           | 10        |           |           |           |           |
| 9                    | Abdelkader Reguig (Pons) | ASM Oran             | 10        |           |           |           |           |
| 17                   | 5 joueurs                | 5 joueurs            | 8 buts    |           |           |           |           |
| 22                   | 3 joueurs                | 3 joueurs            | 7 buts    |           |           |           |           |
| 25                   | 6 joueurs                | 6 joueurs            | 6 buts    |           |           |           |           |
| 31                   | 11 joueurs               | 11 joueurs           | 5 buts    |           |           |           |           |
| 42                   | 7 joueurs                | 7 joueurs            | 4 buts    |           |           |           |           |
| 49                   | 26 joueurs               | 26 joueurs           | 3 buts    |           |           |           |           |
| 76                   | 24 joueurs               | 24 joueurs           | 2 buts    |           |           |           |           |
| 100                  | 51 joueurs               | 51 joueurs           | 1 but     |           |           |           |           |
| Buts contre son camp | Buts contre son camp     | Buts contre son camp | 7 buts    |           |           |           |           |
| Total                | Total                    | Total                | 604 buts  |           |           |           |           |
| Moyenne par match    | Moyenne par match        | Moyenne par match    | 2,46 buts | 2,46 buts | 2,46 buts | 2,46 buts | 2,46 buts |

| Club                               | Buteurs (buts) |
| ---------------------------------- | --- |
| ASM Oran (29 buts) 10 joueurs      | Reguig abdelkader dit (Pons) (10), Bendida (4), Zrego (3), Bouziane (3), Bekhloufi (2), Moudoub (2), Larbi (2), Bouhadjar (1), Moussa (1), Djebbar (1)* 29 buts recensés . |
| CR Belcourt (68 buts) 9 joueurs    | Achour (19) , Lalmas (13) , Chenane (10) , kalem (7) , zitoun (4) , arab (3) ,hamiti (2) , zerrar (1) , 1 but contre son camp , de merah (usmannaba) 1 csc , * 3 buts sur tapis-vert , (63 buts recensés , reste 5 buts leurs buteurs sont inconnus !                                       |
| ES Guelma (43 buts)                | Hachouf (18) |
| ES Mostaganem (35 buts) 12 joueurs | maouche mohamed 7 buts , belagraa 5 buts , benameur 5 buts , soudani 2 buts , zeroual 1 but , tayeb 1 but , ould el bey 1 but , zidane charef 1 but , benaissa (1) 1 but , benaissa (2) 1 but , rezkane 1 but , said 1 but , (27 buts recensés , reste 6 buts leurs buteurs sont inconnus ! |
| ES Sétif (29 buts)                 | Koussim (18) |
| JSM Tiaret (30 buts) 10 joueurs    | Souidi Benaïssa (10) , said (3) , mimouni (3) , okat (2) , skander (2) , madjid (2) , tahar (2) , kadri (1) , mayouti (1) , banus (1) , 27 buts recensés , reste 3 buts , leurs buteurs sont inconnus !                                                                                     |
| MC Alger (31 buts)                 | Aouadj (12) |
| MC Oran (39 buts) 9 joueurs        | Karim Hamida (13), Fréha (7) , Boudjellal (4), , nehari (3), Meguenine (2) , Krimo (1), Belabbes (1), Belgot (1), Ahmed Bessol (1) , 32 buts recensés * 3buts sur tapis-vert (pénalité) , reste 3 buts , leurs buteurs sont inconnus !                                                      |
| MC Saïda (40 buts) 7 joueurs       | Sahraoui (8), Kerroum (4) Said Amara (3), Tlemcani (3), Kebaili (3), Boufeldja (2), Bouziane (1), Moulay (1), *1 but contre son camp de haous (jsmtiaret) (c.s.c) , ***26 buts recensés, reste 12 buts, leurs buteurs sont inconnus !                                                       |
| MO Constantine (34 buts)           | |
| MSP Batna (40 buts)                | |
| NA Hussein Dey (38 buts)           | hocine Saâdi (21) |
| USM Alger (38 buts)                | Meziani (11) |
| USM Annaba (44 buts)               | Abdelhakim Hadjou (10) |
| USM Blida (36 buts)                | Ahmed Guerrache (4), Baldo (3), Khaled Kritli (3), Mazouza (3), Sebkhaoui (1), Bouak (1) c.s.c (1) ... |
| USM Sétif (29 buts)                | |

## Tableau d'honneur
| Championnat d'Algérie de football 1964-1965 |                         |
| Champion                                    | CR Belcourt (1er titre) |
| Dauphin                                     | MSP Batna               |
| Coupes et trophées                          |                         |
| Vainqueur de la Coupe d'Algérie 1964-1965   | MC Saïda (1er titre)    |
| Qualifications continentales                |                         |
| Promotions et relégations                   |                         |
| Promus en Division Nationale (D1)           | SCM Oran                |
| Promus en Division Nationale (D1)           | RC Kouba                |
| Promus en Division Nationale (D1)           | JSM Skikda              |
| Relégués en Division d'Honneur (D2)         | MC Alger                |
| Relégués en Division d'Honneur (D2)         | JSM Tiaret              |
| Relégués en Division d'Honneur (D2)         | USM Alger               |